# Eteonos
Eteonos (en grec, Έτεωνός) és un topònim que apareix al Catàleg de les naus, de la Ilíada, referit a una de les ciutats de Beòcia de les que va sortir el contingent dels beocis que es dirigiren cap a Troia; i on se la qualifica de "molt muntanyosa".
La localització d'Eteonos no ha estat establerta amb certesa.
Una tradició recollida per Lisímac d'Alexandria deia que, quan Èdip va morir, els habitants de Tebes i d'una població beòcia anomenada Ceos no volgueren que les seves despulles quedessin enterrades als seus territoris i transportaren el seu cos a Eteonos, on fou sebollit, de nit, en un recinte consagrat a Demèter. Quan els habitants d'Eteonos se n'assabentaren, consultaren l'oracle sobre el que havien de fer i la resposta fou que no s'havia de pertorbar a l'adorador de la deessa i, per tant, les seves despulles quedaren enterrades allí.